# Margarete Buber-Neumann

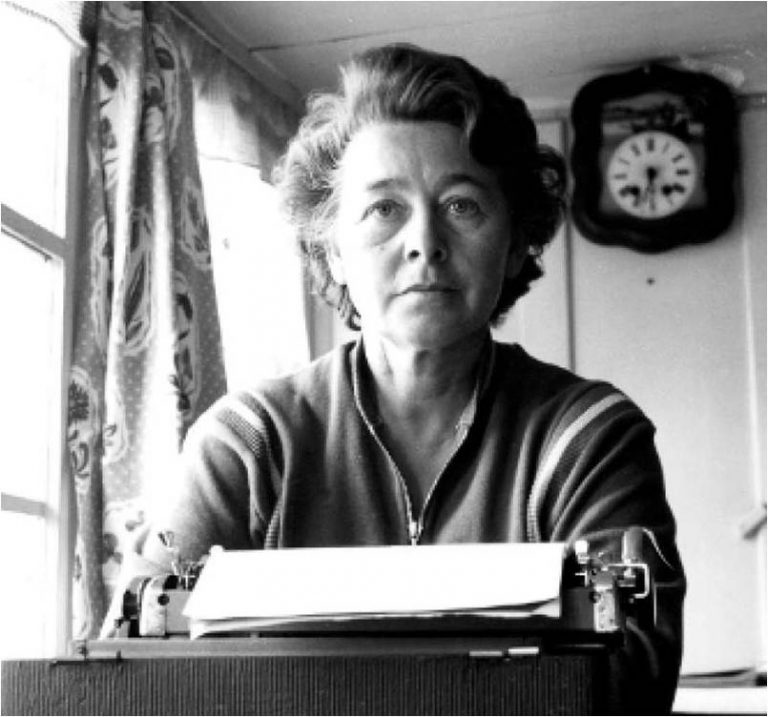
Margarete Buber-Neumann (um 1950)

Margarete Buber-Neumann, geborene Thüring (* 21. Oktober 1901 in Potsdam; † 6. November 1989 in Frankfurt am Main), war eine deutsche Kommunistin, spätere Christdemokratin und politische Publizistin.

## Leben
Margarete Buber-Neumann kam als Tochter des Potsdamer Brauereidirektors Heinrich Thüring und seiner Ehefrau Else zur Welt. Die Publizistin Babette Gross war ihre ältere Schwester und Willi Münzenberg ihr Schwager. Als Schülerin kam sie durch die Wandervogelbewegung erstmals mit sozialistischen Schriften in Kontakt. Nach dem Abitur machte sie eine Ausbildung zur Kindergärtnerin. Mit 20 Jahren trat sie dem Kommunistischen Jugendverband Deutschlands (KJVD) und 1926 der Kommunistischen Partei Deutschlands (KPD) bei. 1922 heiratete sie Rafael Buber, den Sohn des jüdischen Religionsphilosophen Martin Buber. Von Buber, von dem sie seit 1925 getrennt lebte, wurde sie 1929 geschieden. Aus der Ehe gingen zwei Töchter hervor, Barbara und Judith Buber, die später bei ihren Schwiegereltern lebten und mit denen sie zeitlebens einen intensiven Kontakt hatte.
Sie wurde 1928 bei der Inprekorr angestellt, lernte dort Heinz Neumann kennen, Mitglied des Politbüros der KPD und Reichstagsabgeordneter. Sie war vom Sommer 1929 an seine Lebensgefährtin. 1933 wurden sie in Spanien von der „Machtergreifung“ der Nationalsozialisten überrascht und lebten 1934 in der Schweiz. 1935 wurden Heinz Neumann und Margarete Buber-Neumann schließlich in die Sowjetunion abgeschoben, wo Heinz Neumann in Moskau während der Zeit des Großen Terrors 1937 verhaftet, zum Tode verurteilt und hingerichtet wurde. Als seine Ehefrau und „sozial gefährliches Element“ wurde Margarete Buber-Neumann im Zuge der sogenannten „Deutschen Operation“ 1938 zu fünf Jahren Lagerhaft verurteilt und in ein Straflager bei Karaganda in der damaligen Unionsrepublik Kasachstan gebracht. 1940 wurde sie nach Deutschland ausgeliefert und – als Kommunistin – fünf weitere Jahre im KZ Ravensbrück inhaftiert. Hier lernte sie Franz Kafkas Freundin Milena Jesenská kennen, über die sie später ein Buch schrieb. Anfangs arbeitete sie hier im Siemenslager als Sekretärin. Zwischen Oktober 1942 und Frühjahr 1943 war sie die persönliche Sekretärin der SS-Oberaufseherin Johanna Langefeld. Am 21. April 1945 wurde sie aus dem KZ entlassen und begab sich zu ihrer Mutter nach Thierstein.
Nach dem Zweiten Weltkrieg arbeitete sie als Publizistin und wandte sich als Zeitzeugin gegen Diktaturen und Unmenschlichkeit. Im Januar 1946 war Buber-Neumann – vermittelt durch Irving Brown (1911–1989), einem einflussreichen Vertreter der American Federation of Labor and Congress of Industrial Organizations (AFL-CIO) und des American Institute for Free Labor Development  – erstmals bei dem OSS-Agenten Siegfried Höxter in dessen Residenz in Hochheim am Main zu Gast. In der Folge dieses Besuchs lernte sie viele Personen kennen, die in der deutschen Nachkriegsgeschichte und insbesondere in der SPD eine bedeutende Rolle spielten, darunter Hermann Brill, Kurt Schumacher, Günther Markscheffel, Arno Behrisch, Heinrich Zinnkann und Herbert Kriedemann.
Ab 1946 nutzte Buber-Neumann auf Einladung des International Rescue Committee einen zweijährigen Erholungsaufenthalt in Schweden zum Verfassen ihres Erfahrungsberichts Als Gefangene bei Stalin und Hitler, der 1948 zuerst auf Schwedisch erschien und wenig später sehr erfolgreich auf Deutsch, Französisch und Englisch Verbreitung fand. Von großer Bedeutung war ihre Zeugenaussage über das sowjetische Gulag-System im Krawtschenko-Prozess gegen Les Lettres françaises (1949). Nachdem sie lange der SPD angehört hatte, aber insbesondere die unter Willy Brandt angestoßene Ostpolitik heftig ablehnte, wurde sie 1975 Parteimitglied der CDU.
Sie war mit vielen Schriftstellerinnen und Schriftstellern in brieflichem Kontakt, so unter anderem mit Friederike Mulert, einer der Frauen, die dem Deutschen Bundestag in dessen erster Legislaturperiode angehörten. Ihr Nachlass kann nach Terminabsprache im Deutschen Exilarchiv in Frankfurt eingesehen werden.

## Ehrungen

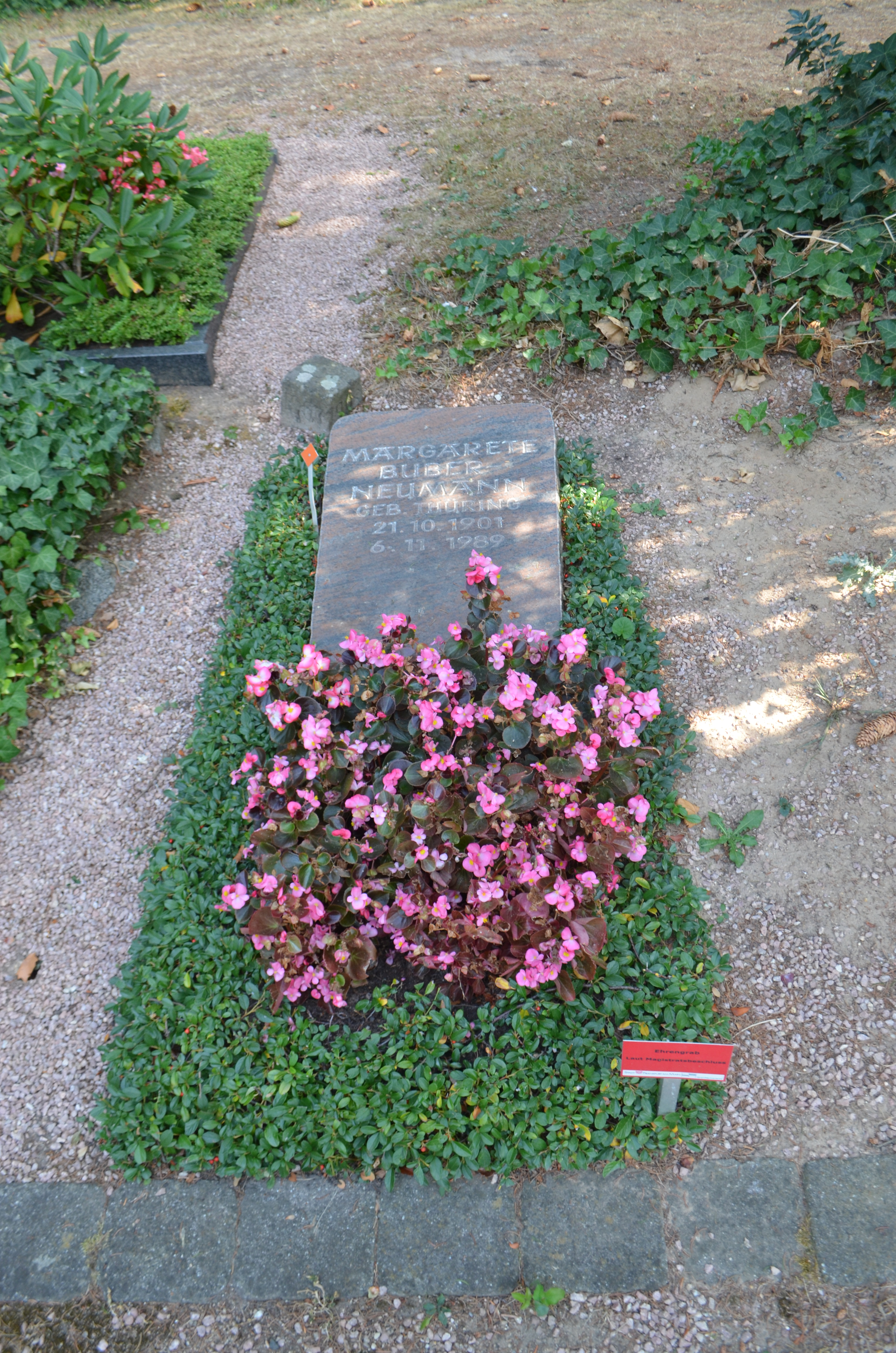
Grab von Margarete Buber-Neumann (2018)

Für ihre besonderen publizistischen Verdienste wurde sie 1980 mit dem Großen Bundesverdienstkreuz ausgezeichnet. Ihr Grab auf dem Hauptfriedhof Frankfurt ist ein Ehrengrab.
Im Frankfurter Stadtteil Heddernheim ist der „Buber-Neumann-Weg“ nach ihr benannt. In ihrem Geburtsort Potsdam erhielt eine der Straßen im kurz nach der Wende in der DDR 1989/1990 errichteten Kirchsteigfeld den Namen „Margarete-Buber-Neumann-Straße“.

## Publikationen
- Als Gefangene bei Stalin und Hitler. Eine Welt im Dunkel. Ullstein, München 2002 [1. Aufl. 1949, Verlag der Zwölf, München], ISBN 3-548-36332-6.
- Von Potsdam nach Moskau. Stationen eines Irrweges. Ullstein, München 2002 [1. Aufl. 1957, Deutsche Verlags-Anstalt GmbH, Stuttgart], ISBN 3-548-36355-5.
- Milena, Kafkas Freundin. Langen Müller, München 2000 [1. Aufl. 1963], ISBN 3-7844-1680-2.
- Kriegsschauplätze der Weltrevolution. Ein Bericht aus der Praxis der Komintern 1919–1943. Seewald, Stuttgart 1967.
- Die erloschene Flamme: Schicksale meiner Zeit. Ullstein, Berlin, Frankfurt am Main 1989 [1. Aufl. 1976], ISBN 3-548-33107-6.
- „Freiheit, du bist wieder mein …“. Die Kraft zu überleben. Georg Müller Verlag, 1978.
- Plädoyer für Freiheit und Menschlichkeit. Vorträge aus 35 Jahren. Hrsg. von Janine Platten und Judith Buber Agassi. Ed. Hentrich, Berlin 2000, ISBN 3-89468-226-4.